# Carlos Gagini
Carlos Gagini Chavarría (San José, 15 de marzo de 1865 - 31 de marzo de 1925) fue un escritor costarricense de ascendencia suiza. Se distinguió como educador y dirigió varios establecimientos de enseñanza, entre ellos el más destacado, el Liceo de Costa Rica. Notable filólogo, escribió un celebrado Diccionario de costarriqueñismos sobre los localismos de Costa Rica y otras obras sobre gramática y vocabulario; también estudió las lenguas indígenas de Costa Rica. Publicó también las novelas La caída del águila y El árbol enfermo, y una colección de relatos denominada Cuentos grises. En lo político se caracterizó por su antiimperialismo y su recelo ante la hegemonía de los Estados Unidos en América Latina. También fue un entusiasta promotor del esperanto. Fue director de las revistas Costa Rica ilustrada, La educación costarricense, Revista Agrícola y Pandemonium.

## Obra
A pesar de ser señalado por Alfonso Chase como un “caso especial” en las letras costarricenses, por la diversidad de temas que abarcó, Ronny Viales afirma que la figura de Carlos Gagini, desde finales del siglo XIX y principios del XX, forma parte de una serie de personajes ilustrados principalmente exponentes del nacionalismo y del antiimperialismo, la llamada élite del “Olimpo”, que a través de sus escritos impregnó la literatura de estos dos proyectos ideológicos.
Aun no siendo de familia adinerada, Gagini tuvo acceso a lo que Viales llama “Filtro Liberal”, la educación, y así escaló posiciones dentro del aparato burocrático que a posteriori lo llevó a ocupar altos mandos del gobierno. Más directamente con respecto de su obra, Alfonso Chase afirma que “[…] su mérito reside en la claridad con que enfrentó a la época en la que le tocó existir y su fuerte temperamento científico, enemigo de la experimentación decadente, o de lo extranjero como sustituto a las virtudes esenciales del costarricense” (Chase, 1975, p.33). 
Sin embargo, aunque ya avanzada la construcción del estado liberal, los literatos del Olimpo —como élite que eran— se empecinaban en forjar con sus escritos una conciencia nacional y un carácter ideal de la idiosincrasia del ciudadano costarricense. A pesar de esto, Chase señala una contradicción entre la expresión literaria de este grupos de escritores y en especial de Gagini que aún siendo “antimperialista por vocación y por sentido histórico, plantea en sus obras problemas colectivos que se vuelven, por el tratamiento idealista que les da, una contradicción entre sus creencias sociales y sus proyecciones literarias.
En un ámbito estrictamente literario, la vertiente de literatos a la cual se adscribía el autor, se separó desde un principio de la corriente imperante a lo largo de Latinoamérica, Raimundo Lazo afirma que en Gagini, “el espíritu localista se asocia a la producción poética y dificulta en ella la decidida adhesión al modernismo” (Lazo, 1967, p.17).

Su obra, en especial la novelística, nos refiere a una época que fue leída por Gagini cual sociólogo profesional, una época de cambios que le tocó vivir, el auge del estado liberal, su decaimiento, una dictadura y el nacimiento de una nueva época, la del reformismo que, según Marina Volio, trajo “[…] una novedad a la política costarricense, encallada en las viejas cumbres del Olimpo, […] por lo menos un reto a las argollas imperantes.” (Volio, 1973, p.85). De esta última época datan las novelas de carácter más social en la obra de Gagini. Nos viene a la mente la imagen del árbol enfermo, de su obra homónima:
“El título de la novela es bisémico: se refiere, por una parte, al frondoso higuerón que da nombre a la finca de don Rafael Montalvo, sita en San Isidro de Coronado y, por otra, a nuestro país, que como ese árbol agrietado, se encuentra enfermo, es decir, falto de vigor, carente de muchas virtudes antiguas, minado por diversos vicios y dirigido por políticos inescrupulosos. El higuerón que comienza a dañarse es expresivo símbolo de esa Costa Rica enferma, descrita francamente por Gagini, a la cual hay que curar a tiempo para evitar que su noble corazón sufra lesiones mortales." (Altamirano, 1978, pp. 7-8).
Gagini produjo una extensa obra literaria. Sus novelas El árbol enfermo y La caída del águila están incluidas dentro de las novelas más importantes de la literatura costarricense. Su obra Don Concepción, se considera una de las primeras obras de teatro escritas en Costa Rica. También escribió numerosas zarzuelas.
- Ensayo lexicográfico sobre la lengua de Térraba (1892).
- Diccionario de barbarismos y provincialismos de Costa Rica (1892).
- Ejercicios de la lengua castellana (1897).
- Vocabulario de la escuela (1897).
- Chamarasca (1898).
- El silbato de plata (1904).
- El vocabulario de los niños (1904).
- Don Concepción (1905).
- El marqués de Talamanca (1905).
- Ilusiones muertas (1905).
- Los pretendientes (1905).
- Elementos de gramática castellana (1907).
- Los aborígenes de Costa Rica (1917).
- Diccionario de costarriqueñismos (1918).
- Cuentos grises (1918).
- El árbol enfermo (1918).
- Vagamunderías (1920).
- La caída del águila (1920).
- La sirena (1920).

Sus memorias se publicaron muchos años después de su muerte, con el título  Al través de mi vida. Existe también una biografía suya, Carlos Gagini, ¿Quién fue y qué hizo?, de Lilia Ramos y Mariana Vargas de Silva.